# Scorpionida
Infra-classe
Les Scorpionida sont une infra-classe de chélicérates qui contient tous les scorpions, dont l'ordre Scorpiones qui contient l'infra-ordre Orthosterni, qui lui-même contient tous les scorpions actuels. Toutes les espèces de cette infra-classe qui n'appartiennent pas à l'infra-ordre des Orthosterni sont aujourd'hui éteintes, ce qui rend son usage peu courant en dehors des questions phylogénétiques et paléontologiques.
La position de cette infra-classe dans l'arbre phylogénétique des Chélicérates est extrêmement controversée, à tel point qu'il n'est même pas certain qu'elle fasse partie des arachnides, bien qu'on considère classiquement que c'est le cas.
Bien que cela soit encore vivement débattu, on considère le plus souvent qu'elle appartient à la sous-classe des Dromopoda, sœur de la sous-classe des Micrura qui contient notamment toutes les araignées et tous les acariens ; ces deux sous-classes forment ensemble la classe des Arachnides. L'infra-classe des Scorpionida ne contient ni les solifuges, ni les pseudoscorpions, ni les opilions, mais tous appartiennent à la même sous-classe des Dromopoda, comme l'infra-classe des Scorpionida dans cette hypothèse.
Voir le cladogramme détaillé des Chélicérates pour plus d'informations : Chelicerata (classification phylogénétique).
Les Scorpionida se caractérisent par un prosome portant six paires d'appendices articulés (une paire de chélicères, une paire de pédipalpes et quatre paires de pattes locomotrices ou ambulatoires).[réf. nécessaire]